# Thymus pseudolanuginosus
Espèce
Classification phylogénétique
Thymus pseudolanuginosus ou Thymus praecox subsp. britannicus, le thym laineux, est une espèce de plantes à fleurs de la famille des Lamiaceae. C'est un thym vivace au feuillage très dense.

## Description
C'est un sous-arbrisseau formant de grand tapis gazonnants de minuscules feuilles grises, laineuses, aromatiques, et qui s'orne d'une floraison rose en été, peu abondante. Cette espèce est rustique et économe en eau. 

## Utilisation
Comme il est résistant et demandant peu d'entretien, il peut être utilisé comme espèce ornementale de rocailles et pour les toitures végétales